# Village Voice Pazz & Jop
Pazz & Jop – jeden z najstarszych dziennikarskich plebiscytów na płytę roku, publikowany w Village Voice i opatrzony komentarzem Roberta Christgau – dziennikarza, któremu zespół Public Enemy w piosence ‘Don’t Believe The Hype’ zarzucał hipokryzję.

## Albumy roku
- 1971 – The Who – Who’s Next
- 1974 – Joni Mitchell – Court and Spark
- 1975 – Bob Dylan & The Band – The Basement Tapes
- 1976 – Stevie Wonder – Songs in the Key of Life
- 1977 – Sex Pistols – Never Mind the Bollocks, Here’s the Sex Pistols
- 1978 – Elvis Costello – This Year’s Model
- 1979 – Graham Parker – Squeezing Out Sparks
- 1980 – The Clash – London Calling
- 1981 – The Clash – Sandinista!
- 1982 – Elvis Costello – Imperial Bedroom
- 1983 – Michael Jackson – Thriller
- 1984 – Bruce Springsteen – Born in the U.S.A.
- 1985 – Talking Heads – Little Creatures
- 1986 – Paul Simon – Graceland
- 1987 – Prince – Sign o’ the Times
- 1988 – Public Enemy – It Takes a Nation of Millions to Hold Us Back
- 1989 – De La Soul – 3 Feet High and Rising
- 1990 – Neil Young – Ragged Glory
- 1991 – Nirvana – Nevermind
- 1992 – Arrested Development – 3 Years, 5 Months & 2 Days in the Life Of...
- 1993 – Liz Phair – Exile in Guyville
- 1994 – Hole – Live Through This
- 1995 – PJ Harvey – To Bring You My Love
- 1996 – Beck – Odelay
- 1997 – Bob Dylan – Time Out of Mind
- 1998 – Lucinda Williams – Car Wheels on a Gravel Road
- 1999 – Moby – Play
- 2000 – OutKast – Stankonia
- 2001 – Bob Dylan – Love and Theft
- 2002 – Wilco – Yankee Hotel Foxtrot
- 2003 – OutKast – Speakerboxxx/The Love Below
- 2004 – Kanye West – The College Dropout
- 2005 – Kanye West – Late Registration

## Single roku
- 1979 – Ian Dury – „Hit Me With Your Rhythm Stick”
- 1980 – Kurtis Blow – „The Breaks”
- 1981 – Laurie Anderson – „O Superman”
- 1982 – Grandmaster Flash & the Furious Five – „The Message”
- 1983 – Michael Jackson – „Billie Jean”
- 1984 – Prince – „When Doves Cry”
- 1985 – Artists United Against Apartheid – „Sun City”
- 1986 – Run-D.M.C. – „Walk This Way”
- 1987 – Prince – „Sign o’ the Times”
- 1988 – Tracy Chapman – „Fast Car”
- 1989 – Public Enemy – „Fight the Power”
- 1990 – Deee-Lite – „Groove is in the Heart”
- 1991 – Nirvana – „Smells Like Teen Spirit”
- 1992 – Arrested Development – „Tennessee”
- 1993 – The Breeders – „Cannonball”
- 1994 – Beck – „Loser”
- 1995 – Coolio – „Gangsta’s Paradise”
- 1996 – Quad City DJ’s – „C’mon Ride It (The Train)”
- 1997 – Hanson – „MMMBop”
- 1998 – Fatboy Slim – „The Rockafeller Skank”
- 1999 – TLC – „No Scrubs”
- 2000 – OutKast – „Ms. Jackson”
- 2001 – Missy Elliott – „Get Ur Freak On”
- 2002 – Missy Elliott – „Work It”
- 2003 – OutKast – „Hey Ya!”
- 2004 – Franz Ferdinand – „Take Me Out”
- 2005 – Kanye West – „Gold Digger”